# Cornificia (poetessa)
Cornificia (85 a.C. – 40 a.C.) è stata una poetessa romana.

## Biografia
Figlia di Quinto Cornificio e sorella del pretore Cornificio, Cornificia era sposata con un certo Camero (Camerius), che sembra essere stato amico di Catullo.
L'intera opera di Cornificia è andata perduta, ma la memoria delle sue poesie sopravvive grazie al Chronicon di San Girolamo, in cui lo studioso afferma che gli epigrammi della donna erano ancora in circolazione, prova che almeno una parte della produzione di Cornificia le sia sopravvissuta di almeno quattro secoli.

## Lascito
Cornificia fu ricordata da Boccaccio la ricorda nel De mulieribus claris, in cui afferma che Cornificia era pari al fratello in gloria, spiegando inoltre che la donna aveva rigettato la conocchia e "pigliò con le dotte mani la penna, e scrisse versi d'Helicona". Il giudizio di Boccaccio è estremamente positivo, tanto che il poeta afferma che Cornificia riuscì ad "avanzare il sesso femminile, et con lecita fatica acquistarsi nome eterno, non facendo quello a che communemente tutti sono atti, ma oprando cose che a gli huomini illustri sono rare et eccellenti".
Christine de Pizan la menziona nel suo La città delle dame (1405), descrivendola come incline allo studio della poesia e delle scienze.
La memoria di Cornificia godeva anche di grande ammirazione presso l'umanista Laura Cereta, che la lodò in una lettera a Bibolo Semproni per la devozione alla letteratura che la portò a scrivere versi eccellenti.